# ケープライオン
ケープライオン は、食肉目ネコ科に属するライオンの一亜種で、現在の南アフリカ共和国にあたる地域に生息していた。メスの剥製標本で全長264cmという記録があり、バーバリライオンと並ぶ最大のライオンとされることもある。アフリカ大陸の中心部に赤道が走っているので、北端のバーバリライオンと南端のケープライオンが最も巨大であるというのはベルクマンの法則からいって理に適っている。理屈の上からは2世紀までに絶滅したヨーロッパライオンはさらに巨大だった可能性がある。
南アフリカは当初オランダ人が沿岸部に進出し、後からイギリス人がやってきた。オランダ人（アフリカーナーと自称した）はイギリスの支配から逃れるために先住民と戦って内陸に移動し、1852年にトランスヴァール共和国、1854年にオレンジ自由国を建設した。また南アフリカは当時から鉱物を豊富に産出していたため、それだけ人間による開発も盛んであった。これらの事情によりケープライオンの生息地は減少し、1865年を最後に絶滅したとされる。

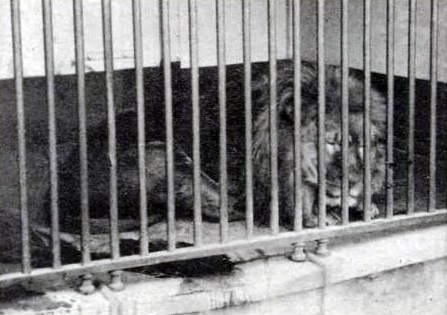
1860年にパリ植物園で撮影された雄のケープライオンの写真